# Шармазанашвили, Гиви Владимирович
Ги́ви Влади́мирович Шармазанашви́ли (24 мая 1926, Тифлис — 16 февраля 1989, Москва) — советский правовед, специалист по международному праву и проблемам поддержания мира; доктор юридических наук (1974); профессор на кафедре международного права РУДН; старший научный сотрудник Института США АН СССР (1972—1974).

## Биография
Гиви Шармазанашвили родился 24 мая 1926 года в Тифлисе (Закавказская Социалистическая Федеративная Советская Республика). Учился в Москве: в 1948 году он окончил МГИМО МИД СССР и поступил в аспирантуру в Институте государства и права (ИГП) АН СССР. В 1951 году он окончил аспирантуру и защитил в ИГП кандидатскую диссертацию, выполненную под научным руководством профессора Константина Багиняна, по теме «Борьба СССР против извращения понятия агрессии американо-английским блоком» — стал кандидатом юридических наук. В 1967 году Шармазанашвили успешно защитил в МГИМО докторскую диссертацию «Право мира: К вопросу сущности современного международного права».
В 1952—1953 годах Шармазанашвили работал обозревателем в Комитете радиовещания при Совмине СССР. Затем, в период с 1954 по 1955 год, он состоял внештатным лектором советского общества «Знание». В 1955—1969 годах являлся старшим научным сотрудником в ИГП; кроме того, в 1963—1964 годах, он читал лекции в Высшей дипломатической школе МИД СССР. В период между 1969 и 1989 годами работал на кафедрt международного права Университета дружбы народов (УДН): являлся сначала доцентом, а затем — профессором. Скончался 16 февраля 1989 года и был похоронен в Москве.

## Работы
Гиви Шармазанашвили являлся автором и соавтором более пяти десятков научных работ; он специализировался на международном праве, включая правовые способы поддержания международного мира и безопасности:
Книги
- «Принцип ненападения в международном праве» (М., 1958);
- «От права войны к праву мира» (М., 1967);
- «Самооборона в международном праве» (М., 1973);
- «Международные межправительственные организации» (М., 1986);
- «Право народов и наций на свободу и независимость» (М., 1987).

Статьи
- Договоры (пакты) о ненападении — важное средство укрепления международного мира и безопасности // Советское государство и право. — М., 1964. — № 4 (апрель). — С. 108—112.